# جیمز جان مکلئود اینس
جیمز جان مکلئود اینس (انگلیسی: James John McLeod Innes; ۵ فوریهٔ ۱۸۳۰ – ۱۳ دسامبر ۱۹۰۷) فرد نظامی اهل پادشاهی متحد بریتانیای کبیر و ایرلند بود. وی همچنین برندهٔ جوایزی همچون صلیب ویکتوریا شده‌است.